# 松江藩

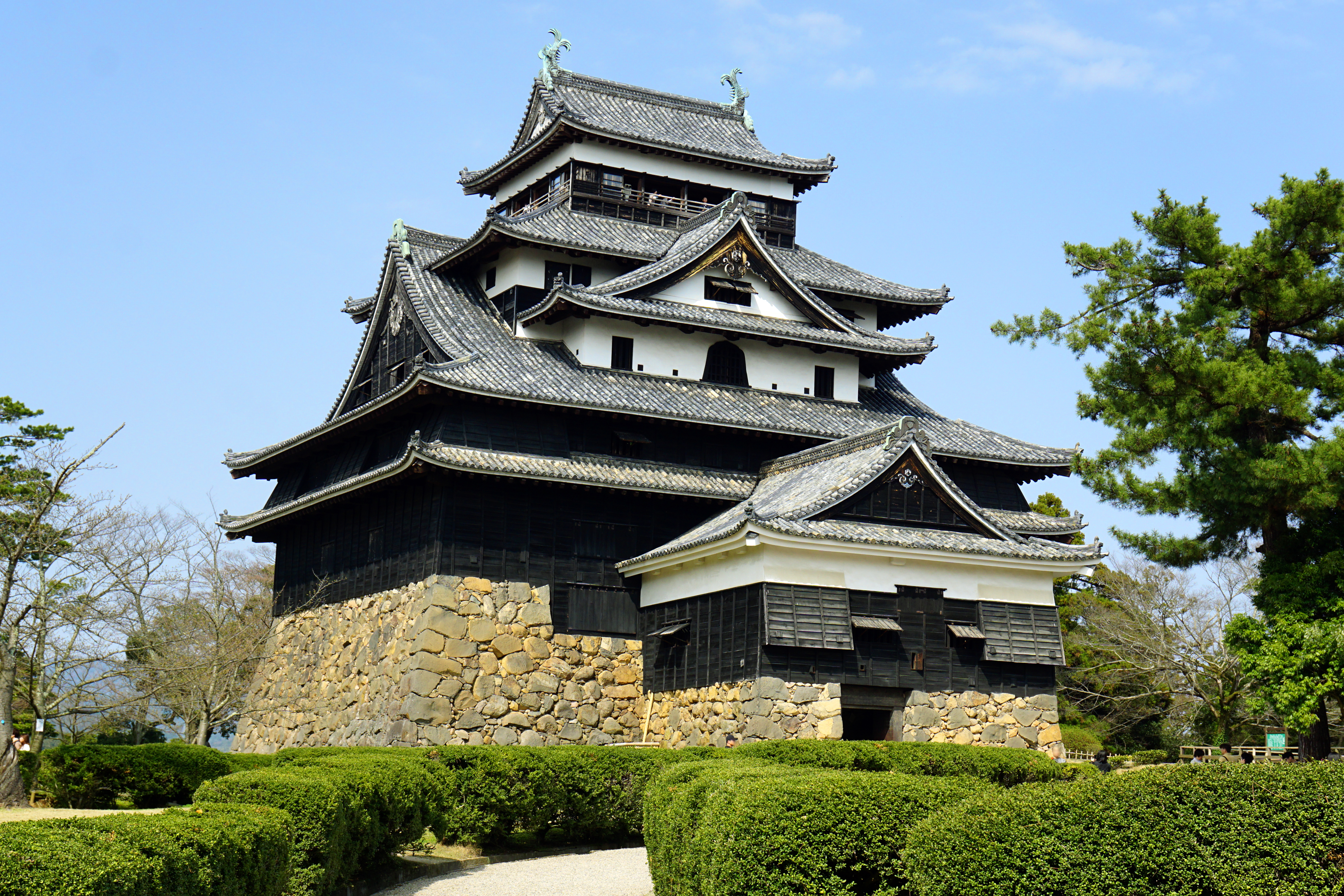
藩庁松江城

松江藩（まつえはん）は、出雲または隠岐を加えた2か国を領有した藩。藩庁は松江城（島根県松江市殿町）。藩主は外様大名の堀尾家、京極家と続き、親藩の雲州松平家が廃藩置県まで支配した。

## 藩史

### 前史

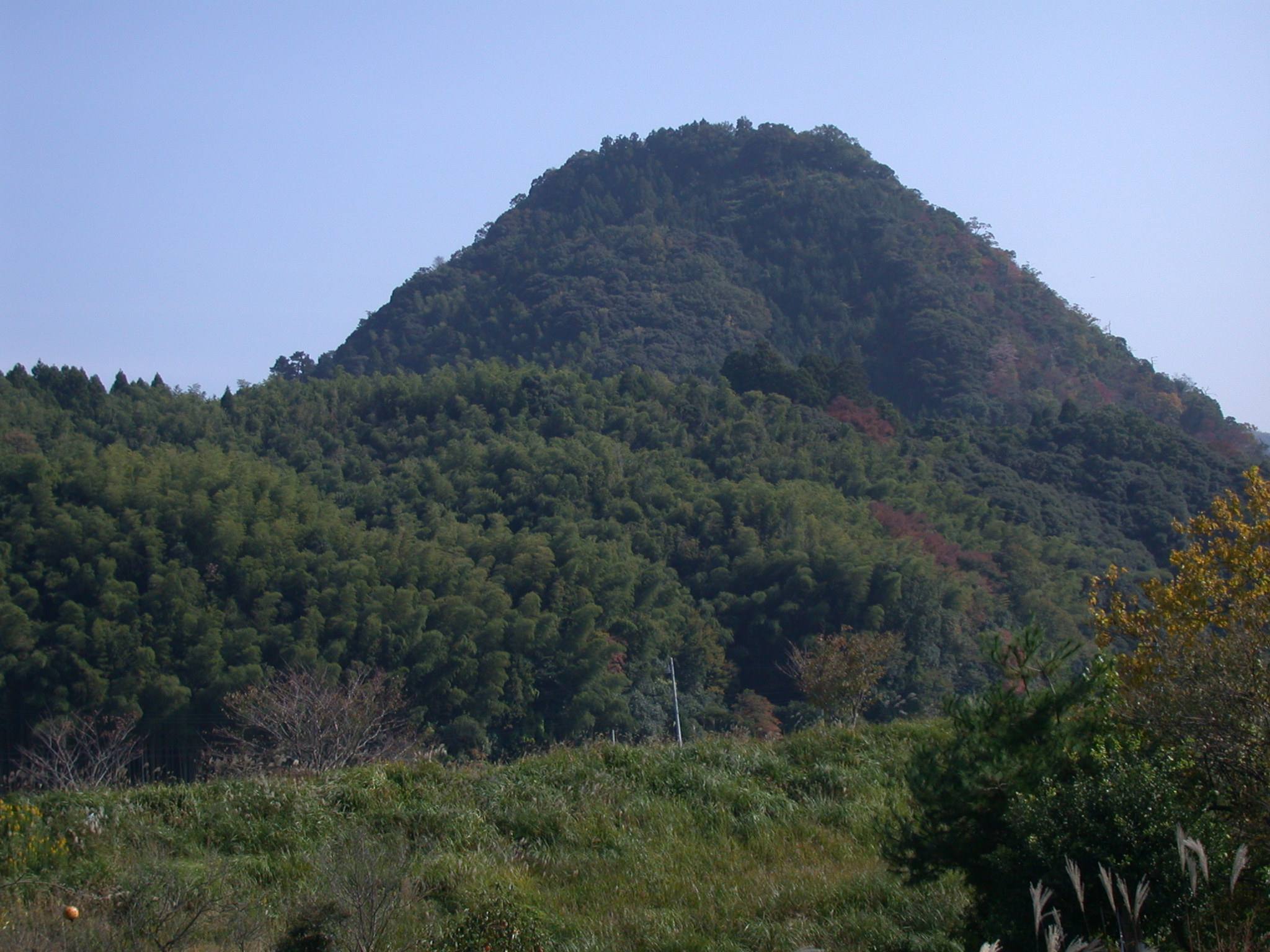
月山富田城

豊臣政権時代、出雲は山陰道・山陽道9か国を領していた毛利家の支配下で、一族の吉川広家がかつて尼子氏の居城だった月山富田城（現島根県安来市）を政庁として出雲および隠岐の2か国を経営していた。

### 堀尾家時代
慶長5年（1600年）関ヶ原の戦いの後、毛利家は周防・長門2か国に減封となり、吉川広家も岩国に移された。これにより遠江国浜松で12万石を領していた堀尾忠氏が、この前年に隠居して越前国府中に5万石の隠居料を得ていた父・吉晴とともに、あらためて出雲・隠岐2国24万石で入部、出雲富田藩（いずもとだはん）が立藩した。
忠氏は間もなく慶長9年（1604年）に27歳で没し、跡を継いだ忠晴はまだ5歳の幼児だったことから、祖父・吉晴がその後見として事実上の藩主となった。吉晴は月山富田城が山城で不便を感じたため、慶長12年（1607年）から足かけ5年をかけて松江城を築城するとともに、その城下町の建設を行った。慶長16年（1611年）に吉晴は松江城に移り、松江藩が成立したが、吉晴はこれを見届けると間もなく死去した。忠晴は成人したものの男子に恵まれず、寛永10年（1633年）に33歳で死去すると堀尾家は無嗣改易となったが、堀尾家が築いた松江は以後も政治経済の中心として栄え、今日に至っている。ちなみに、忠晴が死亡し堀尾家の無嗣改易が明確化した時、その後釜として美作津山藩主・森忠政の許に出雲・石見・隠岐の3か国への加増転封の話が浮上する。津山藩では藩士を巡検させて検討するも、肥沃でない土地も多く含まれていたことから、忠政も当初乗り気ではなかったが、老中・酒井忠勝より御内証が届けられたことによりこの話を受けた。しかし翌寛永11年（1634年）7月7日に忠政が京都で急死したため、将軍家との正式な会談が持たれる前でもあったことから3か国加増の話は立ち消えとなった。

### 京極家時代
結局、堀尾家に代わって寛永11年（1634年）、若狭小浜藩より京極忠高が入部した。京極家は戦国時代に守護代の尼子家に支配権を奪われる以前の出雲守護であり、故地に復帰したことになる。24万石の領地に加え、公儀御料の石見銀山、石見国邇摩郡・邑智郡の計4万石を預かることとなった。しかし3年後の寛永14年（1637年）、忠高は死去した。死に臨み末期養子として甥の高和を立てたが認められず、改易となった。しかし高和は同年、祖先の勲功を理由に播磨龍野藩6万石に封じられた。この時点で隠岐は公儀御料となった。

### 松平家時代
寛永15年（1638年）、結城秀康の三男・松平直政が18万6000石で信濃松本藩より転封した。以後、出雲国は雲州松平家の領するところとなった。また松平家は公儀御料となった隠岐1万4000石も預かることになった。
藩の財政は年貢米による収入のみでは立ち行かず、入封当初より苦しかった。このため早くから専売制を敷き、木蝋、朝鮮人参、木綿、そして鉄の生産を統制した。特にこの地は古くから、たたら製鉄やたたら吹きによって砂鉄から鉄を生産することが盛んだった。享保11年（1726年）5代・宣維は田部・桜井・絲原の大山林地主3家を中心に組合による独占制度での製鉄をおこなった。
不昧（ふまい）と号した7代・松平治郷は特に有名な藩主である。先代・宗衍の代より藩政改革に着手していた家老・朝日丹波を引き続き起用して財政再建を推進した結果、寛政年間（1789年 - 1801年）には8万両もの蓄財が出来るまでになった。治郷は藩財政の好転を期に、かねてからの趣味であった茶道に傾倒して不昧流を創設した。名器の蒐集も行っているが、その目録である『雲州蔵帳』や、著書『古今名物類聚』、そして『瀬戸陶器濫觴』上中下巻は茶道研究の重要な資料の一つとなっている。また茶道との絡みで、松江の町はこの頃より京都・奈良・金沢と並び和菓子の一大名所となった。茶や和菓子のみに留まらず、松江および出雲地方では今日でも、治郷が好んだ庭園や工芸品などが「不昧公好み」と呼ばれる一つの銘柄と化しているほどである。しかしその反面、晩年に至っては膨大な散財から再び藩財政を傾けることとなった。
幕末の松江藩は政治姿勢が曖昧で、大政奉還・王政復古後も幕府方・新政府方どっちつかずだったために、新政府の不信を買った。結局は新政府に恭順することとなり、慶応4年（1868年）に始まった戊辰戦争では京都の守備についた。同年、隠岐を治めていた松江藩の代官が島民の蜂起により放逐されるという隠岐騒動が起こった。江戸時代中期から頻繁に起こっていた隠岐での飢饉への対処不足、外国船の来航・上陸に対する無為無策ぶりなどに対する島民の不満が爆発したのである。代官放逐後、隠岐では自治政府が成立、一旦は松江藩に奪い返されたものの、鳥取藩と新政府の介入により再び自治政府が開かれ、以後は鳥取藩の預かりとなった。明治2年2月25日（1869年4月6日）には廃藩置県よりも2年早く隠岐県が誕生している。
松江藩は明治4年（1871年）の廃藩置県により松江県となり、その後島根県に編入された。松平家は明治2年の版籍奉還とともに華族に列し、明治17年（1884年）の華族令で伯爵に叙爵されている。
支藩としては、広瀬藩と母里藩、また一時存在した松江新田藩がある。

## 歴代藩主

### 堀尾家

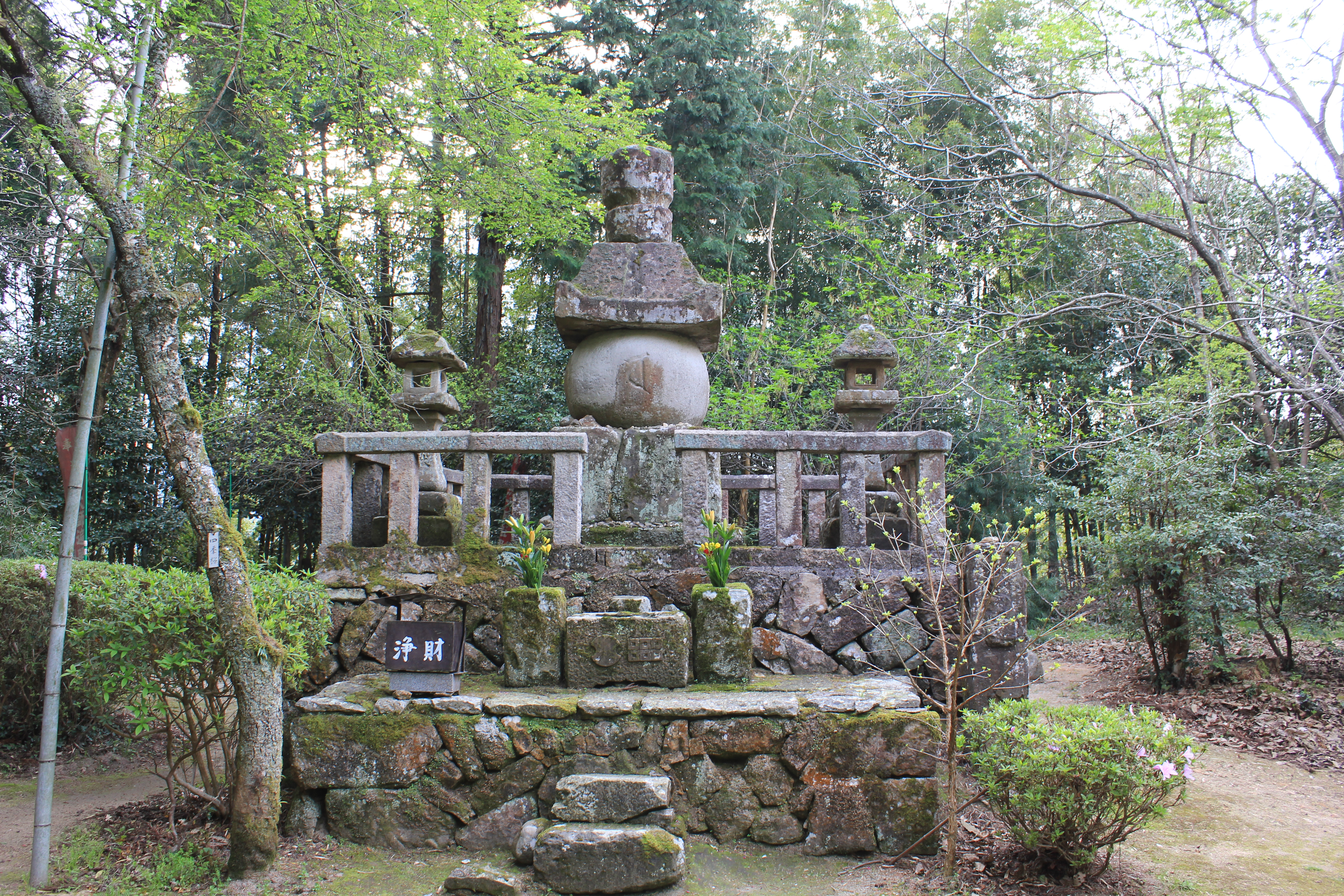
藩祖堀尾吉晴墓所

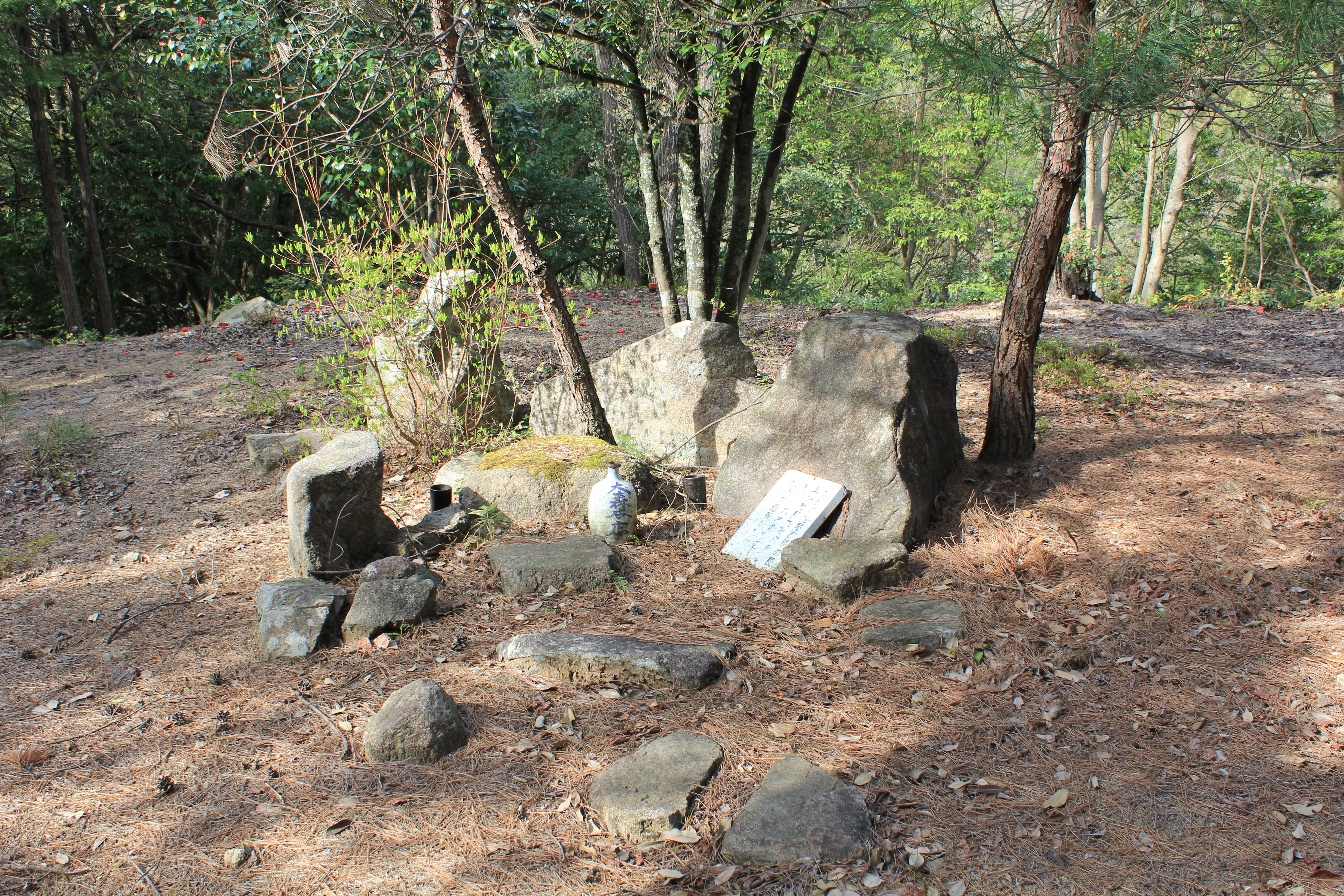
伝・堀尾忠氏墓所

外様 24万石 （1600年 - 1633年）
1. 忠氏
2. 忠晴

### 京極家
外様 24万石 （1634年 - 1637年）
1. 忠高

### 雲州松平家
親藩 18万6千石 （1638年 - 1871年）
1. 直政
2. 綱隆
3. 綱近
4. 吉透
5. 宣維
6. 宗衍
7. 治郷
8. 斉恒
9. 斉貴
10. 定安

## 重臣
松平家時代
- 乙部九郎兵衛家
乙部可正が初代。
- 三谷半太夫家
藩祖直政生母の異母兄三谷吉長が初代。
- 朝日丹波家
朝日重政が初代。
- 神谷兵庫家
神谷富次が初代。
- 柳多四郎兵衛家
結城氏の一族柳多長弘が初代。
- 大橋茂右衛門家
福島正則旧臣大橋重賢が初代。

## 支藩
- 広瀬藩
- 母里藩

### 松江新田藩
松江新田藩（まつえしんでんはん）は、江戸時代中期に一時あった、松江藩の新田分知による支藩。元禄14年（1701年）、松江藩2代・綱隆の五男・近憲が1万石を分与され立藩した。近憲は宝永元年（1704年）兄で3代松江藩主・綱近の養子となり、本家を相続して4代・吉透となったため、所領は松江藩に還付され廃藩となった。

## 幕末の領地

### 松江藩領
- 出雲国
  - 島根郡 - 51村
  - 秋鹿郡 - 20村
  - 楯縫郡 - 23村
  - 出雲郡 - 19村
  - 仁多郡 - 72村
  - 大原郡 - 46村
  - 神門郡のうち - 85村
  - 飯石郡のうち - 41村
  - 能義郡のうち - 28村
  - 意宇郡のうち - 35村

- 隠岐国（幕府領を預かる）
  - 海士郡 - 8村
  - 知夫郡 - 5村
  - 穏地郡 - 16村
  - 周吉郡 - 32村

### 広瀬藩領
- 出雲国
  - 神門郡のうち - 8村
  - 飯石郡のうち - 13村
  - 能義郡のうち - 32村
  - 意宇郡のうち - 3村

### 母里藩領
- 出雲国
  - 能義郡のうち - 18村

## 格式
松江藩の武士の身分は主に士分と卒に分けられていた。

### 士分
- 家老 ‐ 禄高数千石[2]
- 中老
- 番頭
- 目付
- 使番
- 組外
- 組士
- 新番組 ‐ 功績のあった卒の一代限りの士分身分で、宝暦11年（1761）第6代藩主・松平宗衍の時に設けられた。[4]

など

### 卒
- 徒
- 御目見
- 小算用
- 万役人
- 足軽

など

## 関連リンク
- 松江（松平出羽守治卿） | 大名家情報 - 武鑑全集

| 先代 （出雲国） | 行政区の変遷 1600年 - 1871年 （松江藩→松江県） | 次代 島根県 |